# Mets (Athènes)
Mets (en grec moderne : Μετς) est un quartier situé à l'est d'Athènes, entre le quartier Pangráti, la colline Ardittós (el), le Stade panathénaïque et le Jardin national près du Zappéion. Le nom du quartier est un hommage à la ville française de Metz.
Son nom provient d'une ancienne maison de campagne construite au bord de l'ancienne rivière Ilissós pour Karl Johann Fuchs, brasseur d'origine bavaroise et fondateur de la brasserie Fix (en), qui avait nommé sa bière Metz, en l'honneur d'une bataille qui s'est tenue dans cette ville pendant la guerre franco-prussienne de 1870.
On trouve encore au nord de Mets d'anciennes villas ainsi qu'un parc de loisirs. Le Premier cimetière d'Athènes occupe le sud du quartier.

## Sources
- (el) Cet article est partiellement ou en totalité issu de l’article de Wikipédia en grec moderne intitulé « Μετς (Αθήνα) » (voir la liste des auteurs).